# Calodexia mattoensis
Calodexia mattoensis là một loài ruồi trong họ Tachinidae.